# Symbister
Symbister település a skóciai Shetland-szigetek Whalsay nevű szigetén. A településen központi szerepet játszik a kikötő, amely a kis halászbárkák mellett nagy mélytengeri halászhajóknak is otthonául szolgál. A falu fölött áll a Symbister House nevű, gránitból épült udvarház, amelyet Robert Bruce of Symbister építtetett 1823-ban.
A múzeumként működő Pier House egykor a szárított és sózott hal kereskedelmét kézben tartó Hanza-szövetség helyi központja volt.

## Közlekedés
A mainlandi Laxo településsel kompjárat köti össze.

## Fordítás
- Ez a szócikk részben vagy egészben a Symbister című angol Wikipédia-szócikk ezen változatának fordításán alapul.  Az eredeti cikk szerkesztőit annak laptörténete sorolja fel. Ez a jelzés csupán a megfogalmazás eredetét és a szerzői jogokat jelzi, nem szolgál a cikkben szereplő információk forrásmegjelöléseként.